# ماتيو فانتا
ماتيو فانتا هو لاعب كرة قدم سويسري في مركز الدفاع، ولد في 6 أغسطس 1978. شارك مع منتخب سويسرا تحت 21 سنة لكرة القدم. أما مع النوادي، فقد لعب مع إتويل كاروغ ونادي آراو ونادي سيرفيت ونادي سيون ونادي كياسو ونادي لوغانو.